# ال کرونیل
ال کرونیل (به اسپانیایی: El Coronil) یک منطقهٔ مسکونی در اسپانیا است که در سبیا واقع شده‌است. ال کرونیل ۹۲ کیلومتر مربع مساحت دارد ۱۱۷ متر بالاتر از سطح دریا واقع شده‌است.